# Alejo Fernández
Alejo Fernández (Cordova, 1475 – Siviglia, 1545) è stato un pittore spagnolo, elemento di spicco della scuola di pittura a Siviglia.

## Biografia e opere

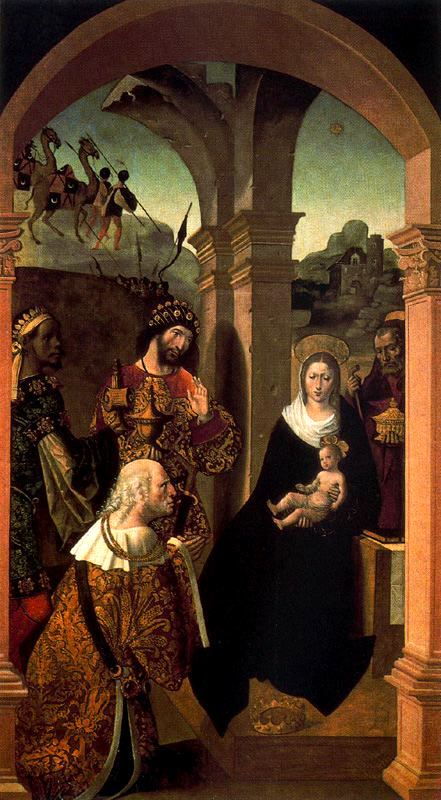
LAdorazione dei Magi, realizzata tra il 1508 e il 1512 per la cattedrale di Siviglia.

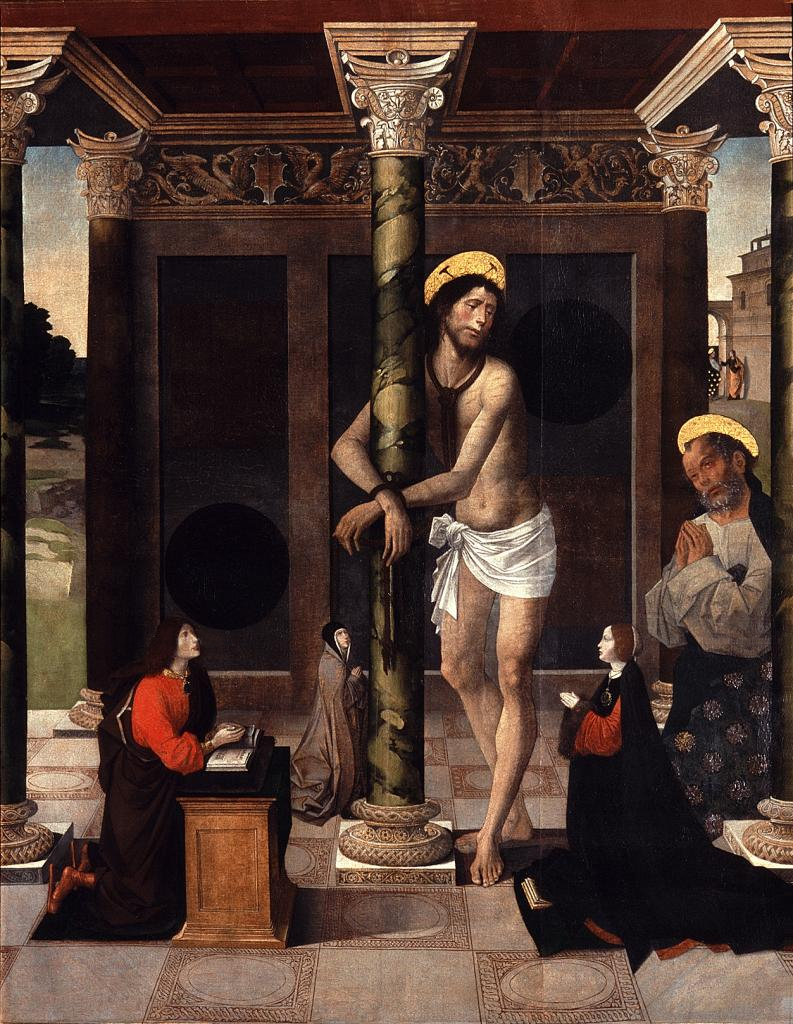
Cristo legato alla colonna con San Pietro e donatori del 1508 circa.

Affascinato dallo stile degli artisti fiamminghi, Fernández si dedicò inizialmente (nel periodo del soggiorno a Cordova) allo studio degli effetti della prospettiva e della struttura dello spazio. Dopo essersi stabilito a Siviglia, il suo interesse si spostò invece verso le rappresentazioni umane.
Fernández operò a Cordova, sua città natale, fino al 1508, dopodiché si stabilì a Siviglia.
Del periodo cordovano sono da ricordare il Cristo alla colonna del museo civico e il Trittico della Cena nella chiesa del Pilar di Saragozza; entrambe le opere richiamano, nelle sapienti intelaiature prospettiche, lo stile di Bramante. Nelle opere successive le figure appaiono più maestose, spesso piramidate, e la composizione risulta maggiormente equilibrata e sobria di elementi architettonici. Da citare sono le tavole della Presentazione al Tempio, della Porta Aurea e dei Magi nella cattedrale, con uno sviluppo vivace dell'interesse alla storia. Notevole è la Virgen de la rosa (S. Anna, Siviglia) per la sua nobiltà e allo stesso tempo semplicità, ma la derivazione culturale risulta alquanto complessa, con tratti da Pinturicchio e Raffaello (umbri) e altri prettamente lombardi. Un'altra opera dell'artista, forse la più famosa, è la Madonna dei Navigatori dell'Alcázar di Siviglia.
Negli ultimi tempi Alejo strinse collaborazioni con alcuni artisti, quali Pedro Férnandez de Guadalupa, i fratelli Miguel, Antón Sánchez e Cristóbal de Cárdenas.
Morì a Siviglia nel 1545. Fernández rappresentò in tale città spagnola la prima fioritura italianizzante, preparando la pittura alla seconda ondata di derivazione raffaellesca e già manieristica, rappresentata da Pedro de Campaña.